# Pidpleša
Pidpleša, česky také Podpleší, ukrajinsky Підплеша, maďarsky Pelesalja, je osada obce Neresnycja, v neresnyckém územním společenství (hromadě), v okrese Ťačiv v Zakarpatské oblasti Ukrajiny.

## Náboženské stavby
- Chrám sv. Velkomučedníka Dimitrije, z 18. století
- Chrám Kostel Nanebevstoupení Páně, z roku 1925
- Iljinský mužský monastýr, z roku 1999